# Привет, Вселенная!
«Привет, Вселенная!» (англ. Hello, Universe!) — роман для детей американской писательницы филиппинского происхождения Эрин Энтрада Келли. Лауреат медали Джона Ньюбери (2018), вручаемой за выдающийся вклад в американскую литературу для детей.

## Сюжет
Повествование романа ведётся от четырёх лиц: одиннадцатилетнего мальчика Вёрджила Салинаса, девочки со «сверхспособностями» Каори Танака, глухой девочки Валенсии Сомерсет и хулигана Чета Быковски. Главный герой романа застенчивый Вёрджил влюблён в Валенсию, однако стесняется признаться ей в этом. Однажды верзила Чет выбросил рюкзак Вёрджела, в котором находилась морская свинка мальчика, в старый заброшенный колодец в лесу. Вёрджил, не раздумывая, полез спасать своего любимца, однако выбраться из колодца самостоятельно уже не смог. Чтобы найти пропавшего мальчика считающая себя ясновидящей его подруга Каори собирает команду.

## О книге
В интервью Эрин Энтрада Келли рассказала, что своей книгой пыталась в том числе популяризировать филиппинскую культуру, которая довольно слабо представлена в западной литературе, особенно детской: в качестве источника вдохновения при её написании она отметила, что обращалась к филиппинскому фольклору.

## Перевод на русский язык
В 2019 году в издательстве «КомпасГид» в свет вышла книга «Привет, Вселенная!» на русском языке в переводе Ирины Филипповой.

## Экранизация
22 мая 2019 года было объявлено, что «Netflix» планирует экранизировать роман. Продюсером выступят Форест Уитакер и Нина Янг Бонджови.